# Marek Vrabec
Marek Vrabec (* 17. února 1971) je příznivcem kvalitní hudby bez ohledu na žánr. Celou svou profesní kariéru zasvětil její podpoře a zpřístupňování širokému publiku. V současnosti má již více než 25 let zkušeností s pořádáním hudebních akcí a festivalů, managementem umělců i fundraisingem. V roce 1996 spoluzaložil hudební festival Struny podzimu, který po čtvrtstoletí existence svůj původní název přerostl a v roce 2022 se změnil na Prague Sounds. V současné době už na něm totiž nezní jen struny, ale důsledně kurátorovaný výběr hudby bez ohledu na žánry. Hudební impresário dodnes festival jako ředitel a majitel vede a rozvíjí.
V letech 2013 - 2018 byl současně uměleckým ředitelem festivalu Dvořákova Praha.
Žije v Praze a má čtyři děti.

## Vzdělání
Marek Vrabec je absolventem hudební konzervatoře Teplice v oboru bicí nástroje a pražské akademie múzických umění (AMU) v oboru hudební management. Studium Akademie múzických umění na nějaký čas přerušil a věnoval se praxi v hudebním průmyslu. Po výhře konkursu na post "impresária" v agentuře Pragokoncert zde dva roky pracoval jako umělecký administrátor. Následně se ke studiu AMU vrátil.
Strávil rok na stáži v Kennedyho centru ve Washingtonu, kde získal vzdělání managementu na světové úrovni.

## Festival Prague Sounds
Festival Prague Sounds je mezinárodní hudební festival, jehož první ročník se uskutečnil roku 1996 pod názvem Struny podzimu. Probíhá v podzimních měsících v Praze. Festival vznikl za vlády prezidenta Václava Havla, a právě prezidentská kancelář byla zakladatelem a pořadatelem. Václav Klaus jej po svém nástupu z Pražského hradu vypověděl.
Do programu spadají umělci z okruhu jazzové, klasické i světové hudby. Mezi spolupořadatele, po tom, co festival opustil Pražský hrad, patří například Národní divadlo, Národní muzeum, Nadace Dagmar a Václava Havlových vize 97 a další.
Festival v minulosti zaujal i donátorskými Jarními Gala podle amerického vzoru, který měl Marek Vrabec možnost vidět na stáži v Kennedyho centru v USA.
Na festivalu Struny Podzimu vystupovali světoví umělci jako violoncellista Yo-Yo Ma, saxofonista Sonny Rollins, pianistka Aziza Mustafa Zadeh a další.
Festival také umožnil domácímu publiku spatřit umělce jako Bobby McFerrin, Brad Mehldau, Christian Thielemann v České republice vůbec poprvé.
Festival byl označen New York Times jako jeden z nejinovativnějších hudebních podniků v Česku, díky svému originálnímu programovému plánu.

## Festival Dvořákova Praha
Festival Dvořákova Praha je mezinárodní hudební festival klasické hudby, odehrávající se v Praze. Jeho první ročník se uskutečnil roku 2008. Festival propaguje život a dílo Antonína Dvořáka. Začíná vždy 8. září, k výročí Dvořákova dne narození. Festival je členem asociace hudebních festivalů ČR.
Vedení festivalu po pěti letech působení Vladimíra Darjanina převzal Marek Vrabec v roce 2013. Na festivale Dvořákova Praha vystupovali umělci jako Izraelská filharmonie s dirigentem Zubinem Mehtou, Česká filharmonie s dirigentem Jiřím Bělohlávkem, houslista Daniel Hope, pianista Krystian Zimerman, Ivo Kahánek a další.
Od roku 2008 nabízí festival Dvořákova Praha členství v Klubu Mladých, jako podporu a vzdělání studentů v oblasti vážné hudby.
Festival Dvořákova Praha vzbudil sympatie u ředitele Kennedyho centra ve Washingtonu D.C., který se o festivalu a o Marku Vrabci zmínil ve svém článku na americkém agregátoru novinek a blogu The Huffington Post.